# Maison des Maires
La Maison du XVIe siècle dite des Maires est une maison située à Laval, dans le département de la Mayenne. Elle est située au 31, Grande rue  à Laval. Elle aurait été construite entre 1495 et 1510.  

## Histoire
Cette maison fait l’objet d’une inscription au titre des monuments historiques depuis le 5 février 1927, et d'un classement depuis le 30 août 1952.